# Busycon contrarium
El caracol Busycon contrarium  pertenece a la clase Gasterópoda de moluscos. Esta clase constituye la clase más extensa de moluscos. Presentan una cabeza, un pie musculoso ventral y una concha dorsal (no todos). Los gasterópodos incluyen organismos como los caracoles  (terrestres y marinos), las babosas y las liebres de mar, entre otros.

## Clasificación y descripción
B. contrarium es una especie que pertenece a la clase Gastropoda; orden Neogastropoda; familia Buccinidae. Su concha es muy grande, de 100 a 400 mm, piriforme, gris-amarillo con franjas axiales púrpura a café, borrosas a lo largo del borde posterior. Vuelta corporal grande y desarrollada que ocupa la mayor parte de la concha, con suturas por debajo del hombro; abertura sinistrosa, piriforme; labio externo delgado, con el borde café-púrpura; color interno amarillo-anaranjado. Canal sifonal largo y ligeramente recurvado. Opérculo córneo, concéntrico, café, núcleo subcentral; perióstraco delgado, café.

## Distribución
Se puede observar desde Carolina del Norte, a lo largo de la costa de Florida, Veracruz, Quintana Roo y Yucatán. Habitan en la zona intermareal; son carnívoros, cazadores activos, semi-infaunales y en ocasiones se encuentran profundamente enterrados en la arena.

## Ecología
B. contrarium es la especie menos común del género Busycon. En Carolina del Norte solo se extrajo un individuo de 33 del mismo género. 
Son cazadores y presa de bivalvos como almejas. Son capaces de lograr la suficiente fuerza para mantener abierta la concha del bivalvo con el pie, inserta la rádula y devora al organismo en su interior. En algunos lugares se consideran organismos nocivos ya que se comen otros moluscos comestibles. 
Las conchas vacías son utilizadas por gasterópodos del género Crepidula como alojamiento y también se venden como ornamento, también, el pie se comercializa como alimento.